# 洗濯屋ケンちゃん
洗濯屋ケンちゃん（せんたくやケンちゃん）は、1982年に日本で流通した裏ビデオ作品。日本の裏ビデオの代名詞的な作品とされ、裏ビデオの名作あるいは傑作などと評される。

## 解説
題名はかつての人気ドラマ『ケンちゃんシリーズ』のもじりである。本作品の監督であり、俳優として『ケーキ屋ケンちゃん』に出演歴のある藤井智憲により命名された。監督の藤井のほか、『コメットさん』の監督歴のある出口富雄（出口十三夫）が制作（出口の監修した書籍によれば肩書きは「制作」ではなく「総監督」）を担当するなど、テレビ・映画関係者により作られた。
女優2名のキャスティングはスカウトに任せたが、主演男優はスカウトでは手配がつかず、監督の藤井と知り合いだった俳優の久野一之こと北林健が起用された。久野は後に「きたばやしけん」名義で海外輸出向けのポルノ映画『高野聖』（1983年版）に主役の僧宗朝として出演している。
アメリカへの輸出を想定して撮影されたため、本格的な絡みのある演出となった。日本で初めて顔射シーンを映像化した作品であるとされる。制作の出口富雄によると、オリジナルには上映時間の異なる3つの版（上映時間はそれぞれ60分、30分、45分）が存在した。
制作スタッフがマスターテープからダビングしたのは200本程度であったが、ダビング業者から流出して大量に広まった。流通した総数は10万本、13万本、15万本、あるいは50万本とも言われ、視聴した者の総数は500万人に及ぶとも推測されている。家庭用ビデオデッキ（特にVHS規格のデッキ）の購入特典として本作品のビデオテープが配られ、本作品は家庭用ビデオデッキの普及に貢献した。広く流通し、日本における裏ビデオの代名詞的な作品となったが、流通後に制作スタッフと主演男優がわいせつ物頒布等の罪などで見せしめ逮捕をされる事態となった。
草むらの性交シーンの撮影地については、かつて「浦安市の埋立地で、現在は巨大テーマリゾートが建っている」などと言われてきた（例えばなどがこのように述べている）。しかし主演男優だった北林ケン（北林健）が「安田理央文化センターVol.1 『昭和裏ビデオナイト』」という2022年3月のイベントに出演した際に持参した当時の起訴状には、「江戸川区葛西臨海町1丁目先葛西海浜公園予定地」（現・葛西臨海公園）との検察庁記述がある。これにより撮影地は千葉県浦安市ではなく東京都江戸川区葛西の荒川河口付近であったことが判明した。

## あらすじ
洗濯屋（クリーニング店）のケンちゃんは、自慰で潮吹きしてしまうほどの性的欲求不満を抱えるお得意様の二号さんをデートに誘って屋外の草むらで青姦し、友達の彼女を騙してラブホテルで強姦する。

## キャスト
- ケンちゃん - 久野一之[10]
- 出演女優2人の名前は公表されていない[10]。

## スタッフ
- 監督 - 藤井智憲[10][11]
- 撮影 - 松川健次郎[23]
- 制作（総監督） - 出口富雄[11][12]

## 関連書籍

### 関係者自身による出版物
制作の出口富雄は1983年1月、『コンバット』という別の裏ビデオ作品の監督を務めた大野順一と共同で、制作の裏話を記した書籍『アダルトビデオを69倍楽しむ方法』を出版している。また、監督の藤井智憲は2001年12月に撮影の回想録『さよなら、「洗濯屋ケンちゃん」』を官能小説専門の電子書籍サイト「おとなの本屋・さん」で発表している。

### インタビュー
寺井広樹著『伝説のAV女優』（彩図社、2021年）のインタビューで監督の藤井が自身の実体験を元に脚本を執筆したこと、ジャン＝ポール・ベルモンドなどの海外スターからも「洗濯屋ケンちゃん」が高く評価されたことを明かしている。また『Ken Chan, the Laundry Man』と題してアメリカでも1984年に英語字幕版が流通した旨が記述されている。

## 影響
サザンオールスターズのシングル「東京シャッフル」のミュージック・ビデオ（DVD『ベストヒットUSAS』に収録）には、ニュースキャスターに扮した桑田佳祐が曲を紹介する時に、「かつて日本中の若者達の人気を博しました、あの幻の“洗濯屋ケンちゃん”が…」と、他のニュース原稿と間違えて読む、というコントシーンがある。
SEX MACHINEGUNSの楽曲『人妻キラー』のミュージック・ビデオに「洗濯屋KENちゃん」と書かれたチラシが出てくる。

### 書籍・雑誌
- 山本純也・小原俊一（編）、出口富雄・大野順一（監修）『アダルトビデオを69倍楽しむ方法』群雄社出版、1983年1月。ISBN 4-87617-045-2。
- 藤井智憲『さよなら、「洗濯屋ケンちゃん」～日本初の本番ビデオの監督の告白～』おとなの本屋・さん、2001年12月7日。
  - （上記書籍の試し読みページ）藤井智憲 (2001年12月7日). “さよなら、『洗濯屋ケンちゃん』 日本初の本番ビデオの監督の告白”.   おとなの本屋・さん. 2020年11月19日時点のオリジナルよりアーカイブ。2018年4月25日閲覧。
- 寺井広樹「【特別インタビュー】 伝説の裏ビデオ『洗濯屋ケンちゃん』を撮った男 藤井智憲」『伝説のAV女優 ～黄金時代を築いた女神たち～』彩図社、2021年11月、195-225頁。ISBN 978-4-8013-0559-5。

### 動画
- サザンオールスターズ (2004年12月). ベストヒットUSAS (Ultra Southern All Stars) (DVD).  該当時間: 『東京シャッフル』ミュージック・ビデオ、24秒付近. JAN 4988002461585。
- 『SEX MACHINEGUNS - 人妻キラー』（SEX MACHINEGUNS公式YouTube）2012年12月1日、該当時間: 54秒付近。2024年7月22日閲覧。